# 온장고
온장고(溫藏庫)는 조리한 음식, 식기, 물수건 등을 따뜻한 상태로 유지시켜주는 기구를 가리키는 단어이다. 크게 전기 온장고와 가스 온장고가 있는데, 전기온장고는 건조열풍을 순환시키는 건식이 많고 가스온장고는 수증기를 순환시키는 습식이 많다. 주로 음식점에서 많이 이용한다.